# AB 500-1B
AB 500-1B je bila kasetna bomba koju je koristila Luftvafe tokom Drugog svetskog rata.

## Opis
Telo AB 500-1B je bilo napravljeno od mekog čeličnog lima i bilo je preklopne konstrukcije sa šarkama na repu. Nosio se horizontalno ili u odeljku za bombe ili na tvrdoj tački trupa ili krila. Kontejner je podeljen na tri dela; nosni deo u obliku kupole sa dvostrukim upaljačima, cilindrični središnji deo koji je držao bombe i prazan repni konus sa četiri peraja ojačana podupiračima. Otprilike na pola puta nalazila se glava za punjenje Ladekopf MVOV 500-1 koja je bila zavarena za kontejner i u sredini kontejnera je bio kanal za električne kablove koji su išli od glave za punjenje do nosnih osigurača. Dve polovine kontejnera držane su zajedno žicom za smicanje koja je prolazila kroz čelični nakovanj u donjem delu džepa osigurača. U središnjem odeljku je bilo 13 SD 10 FRZ bombi, dok je u zadnjem delu bilo 15 SD 10 FRZ bombi. Bombe su bile labavo spakovane i nisu bile pričvršćene metalnim trakama. Električni naboj je poslat iz glave za punjenje do upaljača koji je nakon kratkog odlaganja pokrenuo mali eksploder ispod osigurača koji je presekao žicu koja drži kontejner. Kućište se tada otvori i dolazi do toga da bombe same ispadaju. Kontejneri su bili obojeni u kaki boje. 

## SD 10 FRZ
| Model             | Dužina          | Prečnik           | Težina         | Težina bojeve glave | Exploziv                                  |
| ----------------- | --------------- | ----------------- | -------------- | ------------------- | ----------------------------------------- |
| 10kg (P.A) Tip I  | 550 cm (215 in) | 9.000 mm (354 in) | 9,5 kg (21 lb) | 1,1 kg (2 lb 8 oz)  | 70/30 Picric acid / Mononitro naphthalene |
| 10kg (P.A) Tip II | 550 cm (215 in) | 9.000 mm (354 in) | 9,5 kg (21 lb) | 1,1 kg (2 lb 8 oz)  | 70/30 Picric acid / Mononitro naphthalene |
| 10kg (P) Tip I    | 550 cm (215 in) | 9.000 mm (354 in) | 9,5 kg (21 lb) | ?                   | ?                                         |
| 10kg (P) Tip II   | 550 cm (215 in) | 9.000 mm (354 in) | 9,5 kg (21 lb) | ?                   | ?                                         |

SD 10 FRZ - To su bile fragmentacione bombe francuske proizvodnje koje su Nemci zarobili nakon pada Francuske. Postojale su dve varijante koje su se sastojale od dve podvarijante.  Opisi u TM 9-1985-6, francuska i italijanska eksplozivna ubojna sredstva i TM 9-1985-2, nemačka eksplozivna ubojna sredstva, više odgovaraju 10 kg (P) nego 10 kg (PA). Međutim, TM 9-1985-6 ne pominje nemačku zarobljavanje ni za jednu bombu, a TM 9-1985-2 ima samo opis bez dijagrama ili pominjanja francuskih oznaka modela 10 kg (P) ili 10 kg (PA). Pošto su imali slične dimenzije i performanse, moguće je da su obe mogle biti korišćene.
- 10 kg (PA) - Postojale su dve varijante Tip I i Tip II. Oba su imala jednodelna tela od livenog čelika koja su bila zasnovana na modifikovanim artiljerijskim granatama od 90 mm (3,5 in) i sa centralnim navojem za nosni upaljač. Bombe su bile žute boje.
  - Tip I - Rep za ovu bombu je konstruisan od zakovanog lima i uvijen je na dva prstenasta žleba na kućištu bombe.
  - Tip II – Rep za ovu bombu je bio livene konstrukcije i uvijen u jedan prstenasti žleb na kućištu bombe. [3]
- 10 kg (P) - Postojale su dve varijante ove bombe Tip I i Tip II. Oba su imala jednodelna livena čelična tela sa centralnim navojem za nosni osigurač. Bombe su bile žute boje.
  - Tip I - Rep ove bombe je napravljen od četiri metalna presovanja spojena zajedno, zatim uvijena u dva prstenasta žleba na kućištu bombe i ojačana podupiračima.
  - Tip II – Rep ove bombe je napravljen od četiri presovanja od valovitog lima bez učvršćenja koji su spojeni zajedno, a zatim uvijeni u dva prstenasta žleba u kućištu bombe. [3]

## Galerija slika
- 10kg (P.A) Tip I.
- 10kg (P) Tip II.